# Kubo Takefusza
Kubo Takefusza (久保 建英; Hepburn: Takefusa Kubo; Kavaszaki, 2001. június 4. –) japán válogatott labdarúgó, a spanyol Real Sociedad középpályása.

## Pályafutása

### Klubcsapatokban

#### Utánpótláskorú játékosként
Szülővárosában, Kavaszakiban kezdte a labdarúgást, az FC Persimmon nevű csapatban, hétéves korában. 2009 augusztusában az FC Barcelona futballtáborában a legjobb játékosnak választották, aminek köszönhetően 2010 áprilisában az FC Barcelona School tagja let és részt vehetett Sodexo European Rusas Cup elnevezésű utánpótlás tornán, ahol szintén őt választották a legjobb játékosnak. 2010 és 2011 között a Kavaszaki Frontale játékosa volt.
2011 augusztusában csatlakozott a Barcelona híres utánpótlás akadémiájához, a La Masiához, ahol négy idényt töltött el. 2015. márciusában visszatért Japánba, miután a katalán csapat nem köthetett vele szerződést, mert a FIFA szabályozása szerint ez nem tehető meg 18 év alatti labdarúgóval. Ezt követően az FC Tokió csapatában folytatta pályafutását.

#### Tokió
2016. november 5-én, 15 évesen, 5 hónaposan és egy naposan mutatkozott be a klub felnőtt csapatában az AC Nagano Parceiro elleni mérkőzésen, ami rekord az ország labdarúgásának történetében.
2017. április 15-én 15 évesen és 10 hónaposan a japán élvonal legfiatalabb gólszerzője lett, miután betalált a Cerezo Oszaka elleni mérkőzésen.
2018. augusztus 16-án a Jokohama Marinoshoz került kölcsönbe fél évre. Egy Vissel Kobe elleni idegenbeli találkozón mutatkozott be ideiglenes csapatában, amelynek színeiben öt mérkőzésen egy gólt szerzett.

#### Real Madrid
2019. június 4-én ötéves szerződést írt alá a Real Madridhoz, majd a 2019–20-as szezonra annak tartalékcsapatának, a Real Madrid Castillának a tagja lett. Részt vett és rendszeres játéklehetőséget kapott a klub idény előtti amerikai felkészülési túráján. Augusztus 23-án a madridi csapat a 2019-2020-as idényre kölcsönadta a szintén első osztályú Mallorcának.

### Mallorca
2019. augusztus 22-én egy évre az élvonalbeli Mallorca vette kölcsön. Ő lett a klub harmadik japán játékosa Ókubo Josito és Ienaga Akihiro után. Szeptember 1-jén, a Valencia ellen 2–0-ra elveszített bajnokin mutatkozott be új csapatában. A 2019–20-as idényben harmincöt bajnoki mérkőzésen négy gólt szerzett. 

### Villarreal
2020. augusztus 10-én a szintén spanyol élvonalbeli Villarrealhoz került kölcsönbe a 2020–21-es szezonra. 2021 januárjában a Real Madrid visszahívta kölcsönjátékából.

### Getafe
2021. január 8-án a szintén spanyol élvonalbeli Getaféhoz került kölcsönbe a szezon végéig.

### Mallorca
2021. augusztus 11-én ismét egy évre az élvonalba feljutó Mallorca csapatához került kölcsönbe.

#### Real Sociedad
2022. július 19-én a Real Sociedad szerződtette. 2022. augusztus 14-én, a Cádiz ellen idegenben 1–0-ra megnyert mérkőzésen debütált, majd a 24. percben meg is szerezte első gólját a klbu színeiben.

### A válogatottban
Az U20-as korosztályos válogatottal részt vett a Dél-Koreában rendezett 2017-es U20-as világbajnokságon.
2019. június 9-én mutatkozott be a japán válogatottban egy Salvador elleni felkészülési mérkőzésen, Minamino Takumi helyére beállva a 69. percben. Részt vett a 2019-es Copa Américán. Első válogatott gólját 2022. június 10-én, Ghána ellen 4–1-re megnyert barátságos mérkőzésen szerezte meg.

## Statisztika
2022. augusztus 14. szerint.
| Klub                             | Szezon   | Osztály   | Bajnokság | Bajnokság | Kupa és Ligakupa | Kupa és Ligakupa | Nemzetközi | Nemzetközi | Összesen | Összesen |
| Klub                             | Szezon   | Osztály   | Meccs     | Gól       | Meccs            | Gól              | Meccs      | Gól        | Meccs    | Gól      |
| -------------------------------- | -------- | --------- | --------- | --------- | ---------------- | ---------------- | ---------- | ---------- | -------- | -------- |
| Tokió                            | 2017     | J1 League | 2         | 0         | 1                | 0                | —          | —          | 3        | 0        |
| Tokió                            | 2018     | J1 League | 4         | 0         | 4                | 1                | —          | —          | 8        | 1        |
| Tokió                            | 2019     | J1 League | 13        | 4         | 3                | 1                | —          | —          | 16       | 5        |
| Tokió                            | Összesen | Összesen  | 19        | 4         | 8                | 2                | 0          | 0          | 27       | 6        |
| Jokohama F. Marinos (kölcsönben) | 2018     | J1 League | 5         | 1         | 0                | 0                | —          | —          | 5        | 1        |
| Mallorca (kölcsönben)            | 2019–20  | La Liga   | 35        | 4         | 1                | 0                | —          | —          | 36       | 4        |
| Villarreal (kölcsönben)          | 2020–21  | La Liga   | 13        | 0         | 1                | 0                | 5          | 1          | 19       | 1        |
| Getafe (kölcsönben)              | 2020–21  | La Liga   | 18        | 1         | 0                | 0                | —          | —          | 18       | 1        |
| Mallorca (kölcsönben)            | 2021–22  | La Liga   | 28        | 1         | 3                | 1                | —          | —          | 31       | 2        |
| Real Sociedad                    | 2022–23  | La Liga   | 1         | 1         | 0                | 0                | —          | —          | 1        | 1        |
| Összesen                         | Összesen | Összesen  | 119       | 12        | 13               | 3                | 5          | 1          | 137      | 16       |

### A válogatottban
| Válogatott | Év       | Pályára lépés | Gól |
| ---------- | -------- | ------------- | --- |
| Japán      | 2019     | 7             | 0   |
| Japán      | 2020     | 4             | 0   |
| Japán      | 2021     | 2             | 0   |
| Japán      | 2022     | 6             | 1   |
| Összesen   | Összesen | 19            | 1   |

#### Góljai a válogatottban
| # | Időpont          | Helyszín                    | Ellenfél | Gólok | Eredmény | Kiírás              |
| - | ---------------- | --------------------------- | -------- | ----- | -------- | ------------------- |
| 1 | 2022. június 10. | Noevir Stadion, Kóbe, Japán | Ghána    | 3–1   | 4–1      | Barátságos mérkőzés |

## Sikerei, díjai
Villarreal
- Európa-liga
  - Győztes (1): 2020–21